# Ferdinand de Terris
Joseph-Sébastien-Ferdinand de Terris, né à Bonnieux le 20 janvier 1824 et mort à Fréjus le 8 avril 1885, est un prélat catholique français.

## Biographie
Joseph-Sébastien-Ferdinand de Terris est le fils de Jean-Baptiste de Terris, docteur en médecine, maire de Bonnieux, conseiller général de Vaucluse, et de Marie d'Anselme.
Après avoir suivi ses études à Avignon puis au séminaire Saint-Sulpice à Paris, il est ordonné prêtre par Denys Affre le 29 mai 1847.
Curé-doyen de Cavaillon en 1858, chanoine honoraire, il prononce l'oraison funèbre de Jean Marie Mathias Debelay le 2 octobre 1863. Il est nommé curé archiprêtre de la cathédrale Saint-Siffrein de Carpentras en 1867.
Évêque de Fréjus de 1876 à 1885, il fonde une maison pour les prêtres malades à Cannes et deux nouvelles paroisses (Sainte-Marguerite de la Bocca et Notre-Dame des Pins).
Il reçoit les titres de prélat de la maison de Sa Sainteté, d'assistant au trône pontifical et de comte romain, par bref apostolique en date du 16 mars 1877.